# 于罗斯特
于罗斯特（法語：Urost，法語發音：[yʁɔst]）是法国大西洋比利牛斯省的一个市镇，属于波城区。

## 地理
于罗斯特（43°20'18"N, 0°8'53"W）面积2.33 平方千米，位于法国新阿基坦大区大西洋比利牛斯省，该省份为法国东南部省份，涵盖了贝阿恩与北巴斯克，西临大西洋比斯開灣，北至朗德省，东北接热尔省，东临上比利牛斯省，南与西班牙接壤。
与于罗斯特接壤的市镇（或旧市镇、城区）包括：莱斯普尔西、隆比亚、塞泽尔。
于罗斯特的时区为UTC+01:00、UTC+02:00（夏令时）。

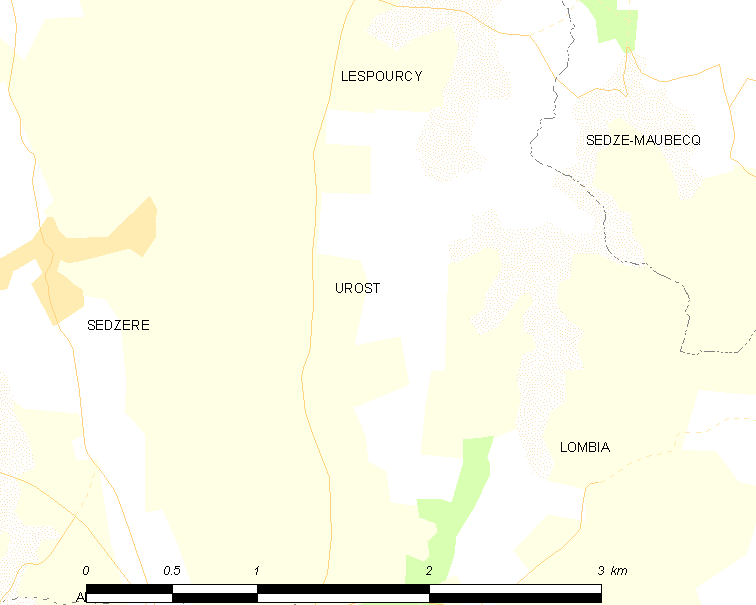
于罗斯特的OSM定位图

## 行政
于罗斯特的邮政编码为64160，INSEE市镇编码为64544。

## 政治
于罗斯特所属的省级选区为莫尔拉斯与蒙塔内雷斯地区县。

## 人口

1962-2008年间于罗斯特人口变化图示

于罗斯特于2022年1月1日时的人口数量为77人。